# Prokupac
Il Prokupac è un vitigno autoctono coltivato in Serbia a bacca nera, che dà vita ad un vino rosé scuro dello stesso nome. Questo tipo d'uva è noto per l'alto livello di zuccheri.

## Sinonimi
Il Prokupac è chiamato anche Crnka, Darchin, Kamenicarka, Kamenilarka, Kamenitscharka, Majski Cornii, Negotinsko Crno, Nichevka, Nikodimka, Nisevka, Procoupatz, Procupac, Prokoupatz, Prokupats, Prokupatz, Prokupec, Prokupka, Rekavac, Rekovacka Crnka, Rskavac, Rskavats, Rskavaty, Scopsko Cherno, Skopsko Crno, Skopsko Tsrno, Tsrnina, Zachinok, Zaichin, Zarchin, Zarcin, Zartchin, Zartchine.